# Keisuke Kato
Keisuke Kato, (加藤 慶祐, Katō Keisuke), né le 2 septembre 1988 à Wakō dans la préfecture de Saitama, est un acteur japonais. Il est surtout connu pour avoir joué dans le rôle de Keisuke Nago dans le drama tokusatsu Kamen Rider Kiva.

## Filmographie
- 2007 : Takumi-kun : Giichi Saki
- 2008 : Kamen Rider Kiva: The King of Hell Castle : Keisuke Nago
- 2010 : Ongakubito
- 2010 : Madafakutori : Akira
- 2010 : The Game Park Death
- 2011 : Mesaia / Messah

## Télévision
- 2006 : Happy! 2
- 2007 : Happy Boys : Kitamura Kousuke
- 2007 : Hanazakari no Kimitachi e : Yao Hikaru
- 2008 : Tadashii Ouji no Tsukurikata : Sakura Tamon
- 2008 : Kamen Rider Kiva : Keisuke Nago
- 2009 : Mei chan no shitsuji : Roppongi
- 2009 : Buzzer Beat! : Oze Yoichi
- 2009 : Kamen Rider Decade : Keisuke Nago
- 2010 : Paafekuto ripooto
- 2010 : Ô mai gotto!? (téléfilm)
- 2012 : Hôkago wa mystery to tomoni : Haruhiko mishima

## Jeux vidéo
- 2013 : Kamen Raidâ Batoraido Wô : Kamen Rider Ixa (voix)

## Photobooks
- Aqua (Fuso Publishing Inc., 18 juillet 2007)
- PureBOYS 1st photo collection (Goma Books, 16 novembre 2007)
- Kamen Rider Kiva Character Visual Guide (Prelude), 2008
- Gekijouban Kamen Rider Kiva Official Photobook, juillet 2008
- Kamen Rider Kiva Character Visual Guide (Concerto), août 2008